# 眠る幼子といる聖母 (マンテーニャ)
『眠る幼子といる聖母』（ねむるおさなごといるせいぼ、伊: Madonna col Bambino dormiente）は、イタリアのルネサンス期の巨匠、アンドレア・マンテーニャが1465年から1470年頃に描いたカンヴァス上のテンペラ画である。現在、ベルリンの絵画館に所蔵されている。
画家初期の本作は個人的な祈祷のためのものであり、聖母子に通常見られる光輪を除き、より親密でシンプル、かつ優しい雰囲気を出している。マンテーニャは、ドナテッロの聖母マリアの顔が幼子イエス・キリストに触れているというモチーフを描き、両者ともに黒い背景の中、錦織のマントに包まれている。
マンテーニャは下地を施していないカンヴァスに絵具を薄塗しており、それはあまり一般的な技法ではない。しかし、はっきりとわかるカンヴァス地のテクスチャーが聖母子を親しみやすい姿にしているように思われる。